# Ericeia subcinerea
Ericeia subcinerea là một loài bướm đêm trong họ Erebidae.